# Marènia
Bon dia, ací teniu l'enllaç a un article sobre "MARÈNIA", publicat en el diari digital "LA VEU DEL PAÍS VALENCIÀ" del 25-Març-2016.

https://www.diarilaveu.cat/cartes-dels-lectors/i-si-anomenem-marenia-als-paisos-catalans-per-joanjo-aguar-289572/

Per favor, valoreu si es pot crear un article en VIQUIPÈDIA sobre "MARÈNIA". Podeu editar-lo vosaltres com estimeu oportú, en base a l'article que us adjunte de "LA VEU DEL PAÍS VALENCIÀ". Com teniu molta experiència editant articles de VIQUIPÈDIA, per favor, feu-ho vosaltres. Si ho faig jo, poden tornar a eliminar-me l'entrada de VIQUIPÈDIA i no haurà servit de res la feina feta. Moltes gràcies. 
Si no encaixa en els paràmetres de la VIQUIPÈDIA, podeu eliminar la present publicació. Cap problema, i disculpeu les molèsties.
____
1. 1 2 3 4  «I si anomenem Marènia als Països Catalans?, per Joanjo Aguar», 25-03-2016. [Consulta: 14 agost 2025].